# Gianfranco Cremonese
Gianfranco Cremonese, detto Franco (Val Liona, 21 gennaio 1940 – Padova, 12 aprile 2018), è stato un politico italiano, già presidente della regione Veneto.

## Carriera politica
Esponente della corrente Dorotea della DC, fu politicamente molto legato al più volte ministro Antonio Bisaglia.
Sindaco di Lozzo Atestino dal 1968 al 1970. Venne eletto per la prima volta in consiglio regionale del Veneto nel 1975, poi dal 1977 al 1980 fu vice presidente del consiglio. Dal 1980 al 1985 ha ricoperto il ruolo di assessore regionale per l'agricoltura nella giunta presieduta da Carlo Bernini.
Il 9 agosto 1989 venne eletto presidente della giunta regionale del Veneto, in sostituzione del già citato Carlo Bernini, chiamato da Giulio Andreotti a Roma come ministro dei trasporti. Alle elezioni del 6 maggio 1990 venne riconfermato Presidente della Regione Veneto.
Il 6 luglio 1992 fu costretto a rassegnare le dimissioni poiché coinvolto nell'Inchiesta Tangentopoli e venne sostituito da Franco Frigo. Una volta conclusosi il processo di Mani pulite, si ritirò dalla politica.
Malato da tempo, muore a Padova il 12 aprile 2018 all'età di 78 anni.